# 桑格利縣
桑格利縣（Sangli district）是印度馬哈拉施特拉邦的一個縣，位於該國西部，面積8,578平方公里，識字率為62.41%，2001年人口2,583,524，人口密度每平方公里301人。

## 外部連結
- Official website of Sangli district （页面存档备份，存于）
- Map of Sangli district

16°51′36″N 74°34′12″E / 16.86000°N 74.57000°E